# Thaumetopoea pityocampa
Thaumetopoea pityocampa é uma espécie de inseto lepidóptero, mais especificamente de traça, pertencente à família Notodontidae.
É conhecida pelo nome de lagarta-do-pinheiro ou lagarta-processionária-do-pinheiro. É uma das espécies mais destrutivas em pinhais da Ásia Central, Norte da África e países do sul da Europa, inclusive Portugal.
Os pelos urticantes da lagarta causam reações prejudiciais em humanos e outros mamíferos.
A espécie tem como peculiaridade a formação de grandes filas indianas de indivíduos, daí o nome de processionária.
As autoridades científicas da espécie são Denis & Schiffermüller, tendo sido descrita no ano de 1775.

## Ciclo vital
Embora a grande maioria das traças da processionária só vivam um ano, em grandes altitudes ou nas zonas mais a norte estas podem sobreviver durante mais de dois anos. As traças adultas depositam os ovos perto do topo dos pinheiros. Depois de  eclodir, as larvas comem as agulhas dos pinheiros durante a progressão nas suas primeiras 5 etapas de desenvolvimento. Para poder manter condições de vida, criam "tendas" de seda durante o Inverno. A princípios de Abril, as lagartas saem dos ninhos nas procissões pelas quais a espécie é conhecida. Enterram-se no chão e emergem no fim do Verão. Em anos com Primaveras quentes o número de adultos produzidas são maiores.
Os ovos são postos em formas cilíndricas com tamanhos entre 4 e 5 cm de comprimento. Os ovos estão cobertos de escamas e a sua forma imita os rebentos do pinheiro.

A larva é uma grande praga florestal que vive em comunidades dentro de grandes "tendas", normalmente em pinheiros mas ocasionalmente em cedros e Larix. Marcham durante a noite em fila índia para se alimentar das agulhas. É frequente a existência de mais de um ninho por árvore. Quando estão perto da fase de crisálida, as larvas marcham na sua forma tradicional até ao solo, donde se dispersam para formar crisálidas isoladas na superfície ou a pouca profundidade.

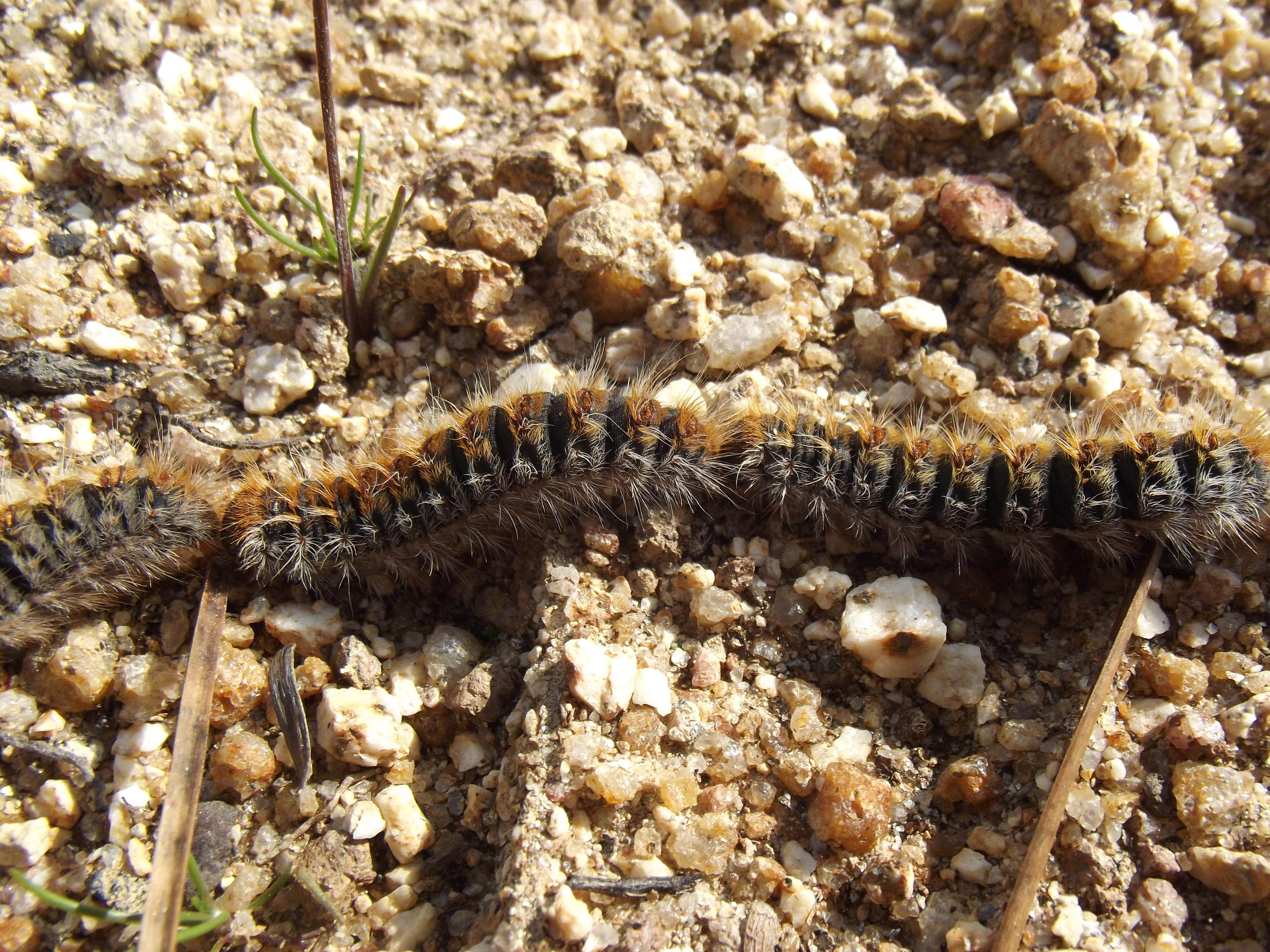
Lagartas em procissão

A crisálida costuma medir perto de 20 mm e são de um castanho amarelado que se vai convertendo num castanho avermelhado.
Como adulto, tem de forma predominante asas exteriores de cor castanho claro com marcas castanhas. As asas interiores são brancas. As fêmeas têm uma envergadura superiores de 36 a 49 mm enquanto que os machos têm envergaduras de 31 a 39mm. Os adultos só vivem um dia e nele acasalam e põem ovos. A distancia de dispersão depende de quanto a fêmeas consigam voar durante a sua curta vida adulta. A sua distancia de viagem média é de 1,7 km, com recordes observados de 10 km. A espécie voa de Maio a Julho.